# ناوک (ترانه)
ناوک ترانه‌ای از محسن چاوشی و با شعری از حافظ است. این ترانه با آهنگسازی و تنظیم محسن چاوشی به مناسبت عید نوروز ۱۳۹۸ منتشر شد. این آهنگ دربردارندهٔ اشعاری از غرل‌های عاشقانهٔ حافظ است. «ناوک» به معنای تیر کوچکی است که با کمان می‌اندازند.